# 아이맥
아이맥(영어: iMac)은 미국 애플사의 일체형 데스크톱 PC 브랜드 및 시리즈이다. 과거 매우 다양한 종류의 매킨토시를 만들고 있던 애플은 스티브 잡스의 복귀 이후 소비자들의 혼란을 없애기 위해 제품군을 대폭 단순화시켰는데, 전문가용 제품군인 맥 프로, 일반 사용자용 제품군인 아이맥, 콤팩트 데스크탑 제품군인 맥 미니로 세 가지였다. 이 중 아이맥은 일반 사용자를 대상으로 하면서도 비슷한 가격대의 다른 컴퓨터에 비해 사양이 매우 높다고 평가되고 있다.

## 아이맥의 종류
아이맥은 애플의 데스크톱 제품들 중 주력 품목으로서 1998년 8월에 처음으로 소개된 이후 현재까지 크게 여섯 단계로 발달되어 왔다. 처음의 아이맥 G3(영어: iMac G3)는 뒤가 둥글고 색상이 들어간 반투명 플라스틱 케이스 안에 CRT 모니터가 탑재된 형태였으며, 그에 뒤따른 두번째 버전인 아이맥 G4(영어: iMac G4)는 모든 주요 부품이 반구형의 본체에 담긴 채로, LCD 모니터가 지지대에 연결되어 자유롭게 방향을 틀 수 있었다.
세번째 버전인 아이맥 G5(영어: iMac G5)와 네번째 버전인 인텔 플라스틱 아이맥(영어: Polycarbonate iMac)은 모든 부품이 화면 패널 뒤에 위치하여 매우 단순한 일체형 디자인을 나타내게 되었고, 본체가 위 아래 방향으로만 각도를 바꿀 수 있는 금속 받침대를 갖고 있다.
2007년 중반에 등장한 다섯번째 버전은 알루미늄 아이맥(영어: Aluminum iMac)으로 불린다. 이전 모델과 같은 형태를 공유하나 산화 알루미늄으로 재질이 바뀌었고 보다 얇아졌으며 전면을 덮는 유리 패널을 탑재했다. 2008년 나온 여섯번째 버전은 유니바디 아이맥(영어: Unibody iMac)으로 불린다. 알루미늄을 유니바디 공법(하나의 큰 알루미늄 조각을 가공하여 이음새 없이 본체를 만드는 방법)을 이용하여 제작하여 발열에 유리해지고 디자인적으로도 큰 진보를 보였다.
일곱번째 버전인 아이맥은 The new iMac으로 불리며, 한국어 이름은 새로운 iMac이다. 2012년 11월 30일 처음 출시되었다. 유니바디 공법으로 만든 알루미늄 바디라는 점에서 기본적인 디자인은 이전버전과 동일하나 훨씬 얇아졌다. 이 모델부터 DVD 드라이브가 빠졌고, SSD+HDD의 하이브리드 드라이브 개념인 퓨전 드라이브를 장착하게 되었다. 또한 USB 3.0이 아이맥에는 처음 채용되었다. 21.5" 버전과 27" 버전이 순차적으로 공개되었다.
2014년 10월에는 해상도가 5120x2880픽셀에 달하는 아이맥 레티나 5K 디스플레이(iMac Retina 5K Display)가 등장하여 화제를 모았다. 새 아이맥은 라미네이션 기술을 이용해 LCD 패널과 커버 글래스 사이의 공간을 없앴으며, 이로 인해 디스플레이는 더 얇아지고 반사광이 줄어들어 색감이 더 향상되었다.
2021년 4월, 애플이 설계한 프로세서인 M1이 탑재된 24인치 아이맥이 공개되었다. 이전의 아이맥보다 더 얇게 출시되었다.

## 역사
최초의 아이맥은 윈도우의 선전으로 인해 애플이 여러 출시 제품들에서 연달아 실패하고 있던 상황에서 시작되었다. 업계의 많은 사람들은 애플이 기존 운영체제를 버리고 인텔과 같은 계열의 PC의 판매를 기대했으나, 애플은 맥 플랫폼의 유지를 위하여 자사의 플랫폼이 유지되는 선택을 해야만 했다. 이때 설계는 조너선 아이브가 담당했다.
당시 로스엔젤레스의 애플의 광고 매니저였던 Ken Segall은 이 새로운 컴퓨터의 이름을 'iMac'으로 부르면 어떻겠냐는 제안을 했고, 스티브 잡스는 이를 수락했다. 처음에 잡스는 'MacMan'이라는 이름을 생각하고 있었으나, 갑작스러운 Ken의 제안을 수락했다. 이때 Ken은 i가 단지 Internet을 의미한다고 했으나, 추후 스티브 잡스에 의해 "individuality(개성)" 와 "innovation(혁신)"을 의미하게 되었다. 아이맥을 시작으로 애플은 자사의 제품에 'i'를 사용하기 시작했고, 이와 함께 애플은 아이맥의 캐치 프라이즈로 'Our of box experience : 유저가 원하는 프로그램의 구동과 인터넷을 함께' 판매를 시작하였다.
2005년, IBM이 PowerPC의 데스크탑 개발의 중단을 선언하였다. 이에 애플은 WWDC에서 x86 아키텍처로 구동되는 새로운 인텔 프로세서를 탑재한 컴퓨터를 선보였다. 이 아이맥은 최초로 인텔 코어를 탑재한 매킨토시 컴퓨터이며, 2006년 1월 10일에 발표된 아이맥과 맥북 프로부터 본격적으로 인텔 코어가 탑재되기 시작했다.
2010년 7월 27일, 애플은 아이맥의 인텔 코어 프로세서 라인업을 업데이트 했다. 21.5" 모델은 인텔 코어 i3 듀얼 코어를 탑재했고, 추가 구매로 i5 듀얼 코어를 사용할 수 있음을 발표했다. 하이앤드 27" 모델은 인텔 코어 i5 쿼드 코어를 탑재했고, 추가 구매로 i7 쿼드 코어를 사용할 수 있다. 애플은 이와 함께 맥북에서만 사용할 수 있던 트랙 패드를 외장형으로 개량한 애플 매직 트랙패드를 함께 공개했다. 또한 추가 구매를 통해 광학적 드라이브 대신 SSD를 사용할 수 있게 되었다.
2011년 5월 3일, 애플은 썬더볼트를 탑재한 아이맥을 발표하였다. 코어는 샌디브릿지 i5와 i7으로 변경되었다. 또한 맥북 프로와 함께 소개된 100만 화소급 iSight 웹캠을 탑재했다.
2012년 10월 23일, 애플은 새로운 아이맥을 공개했으며, 보다 얇아진 디자인, 새로운 애플 퓨전 드라이브 탑재, 더 빨라진 아이비 브릿지 인텔 i5와 i7으로 변경되었다. 그래픽 카드 역시 각 라인업에 맞게 교체되었으며, 그럼에도 전체적인 사이즈는 유지하였다. 다만 슈퍼 드라이브는 아이맥에 더 이상 탑재하지 않게 되었다.

## 모델 테이블
| 세대              | 아이맥 G3             | 아이맥 G4                   | 아이맥 G5           | 아이맥 인텔                 | 아이맥 알루미늄     | 아이맥 유니바디                                   | 뉴 아이맥                                         |
|                   | Slot loading iMac G3. | iMac G4 Sunflower.          | iMac G5 Rev A.      | Polycarbonate iMac.         | IMac Core 2 Duo Alm | Unibody iMac.                                     | Slim edge unibody iMac.                           |
| 디스플레이        | 15인치 CRT            | 15인치, 17인치와 20인치 LCD | 17인치와 20인치 LCD | 17인치, 20인치와 24인치 LCD | 20인치와 24인치 LCD | 21.5인치와 27인치 LED 백라이트. (16:9 가로세로비) | 21.5인치와 27인치 LED 백라이트. (16:9 가로세로비) |
| 포함된 HDD        | 4GB에서 60GB          | 40GB에서 160GB              | 40GB에서 500GB      | 80GB에서 750GB              | 250GB에서 1TB       | 500GB에서 2TB                                     | 1TB, 3TB HDD, 퓨전드라이브                        |
| 포함된 맥 OS 버전 | 8.1, 8.5, 8.6, 9.0    | 9.2, 10.1, 10.2, 10.3       | 10.3, 10.4          | 10.4                        | 10.4, 10.5, 10.6    | 10.6, 10.7                                        | 10.8                                              |
| 출시일            | 1998년 8월 15일       | 2002년 1월 7일              | 2004년 8월 31일     | 2006년 1월 10일             | 2007년 8월 7일      | 2009년 10월 20일                                  | 2012년 11월 30일(21.5"), 2013년 1월 13일(27")     |
| 단종시기          | 2003년 3월            | 2004년 7월                  | 2006년 3월          | 2007년 8월                  | 2009년 10월         | 2012년 10월                                       | N/A                                               |

## 같이 보기
- 애플
- 매킨토시
- 아이맥 프로

## 참고 문헌
1. ↑  5K ‘아이맥’ 가격, 조립PC로 비교해 보니, 블로터닷넷 2014.10.17
2. 1 2  애플 '5K 아이맥' 출시에 델이 울상짓는 이유 - 허핑턴포스트, 2014년 10월 19일
3. ↑  애플, 새 ‘레티나 아이맥’ 공개…해상도가 5K, 블로터닷넷 2014.10.17
4. ↑  애플 공식 홈페이지 - iMac Retina 5K Display
5. ↑  Gladwell, Malcolm (November 14, 2011). "The Tweaker: The real genius of Steve Jobs." The New Yorker. p. 2
6. ↑  Hawley, Brenna (2012년 6월 4일). “Man behind iMac name: Simplicity drives business growth”. 《Kansas City Business Journal》. 2013년 3월 30일에 확인함.
7. ↑  Raletz, Alyson (2012년 6월 7일). “Man who came up with iMac name tells what the ‘i’ stands for”. 《Kansas City Business Journal》. 2013년 3월 30일에 확인함.
8. ↑  “The First iMac Introduction”. YouTube. 2006년 1월 30일. 2011년 7월 6일에 확인함.
9. ↑  Jeff Goldblum. 《iMac Bondi 3 steps》 (Internet). Apple. 2006년 11월 10일에 원본 문서에서 보존된 문서. 2014년 9월 12일에 확인함.
10. ↑  “Apple Announces New iMac With Next Generation Quad-Core Processors, Graphics & Thunderbolt I/O Technology”. Apple. 2011년 5월 3일. 2011년 6월 23일에 원본 문서에서 보존된 문서. 2011년 7월 6일에 확인함.